# Tune
Thun  (em alemão:  Thun - em francês:  Thoune) é uma comuna da Suíça, no Cantão Berna, com cerca de 41.899 habitantes. Estende-se por uma área de 21,58 km², de densidade populacional de 1.942 hab/km². Confina com as seguintes comunas: Amsoldingen, Heiligenschwendi, Heimberg, Hilterfingen, Homberg, Schwendibach, Spiez, Steffisburg, Thierachern, Uetendorf, Zwieselberg. 
A cidade de Thun deriva o seu nome do lago Thun, formado pelo rio Aare.
A língua oficial nesta comuna é o Alemão.

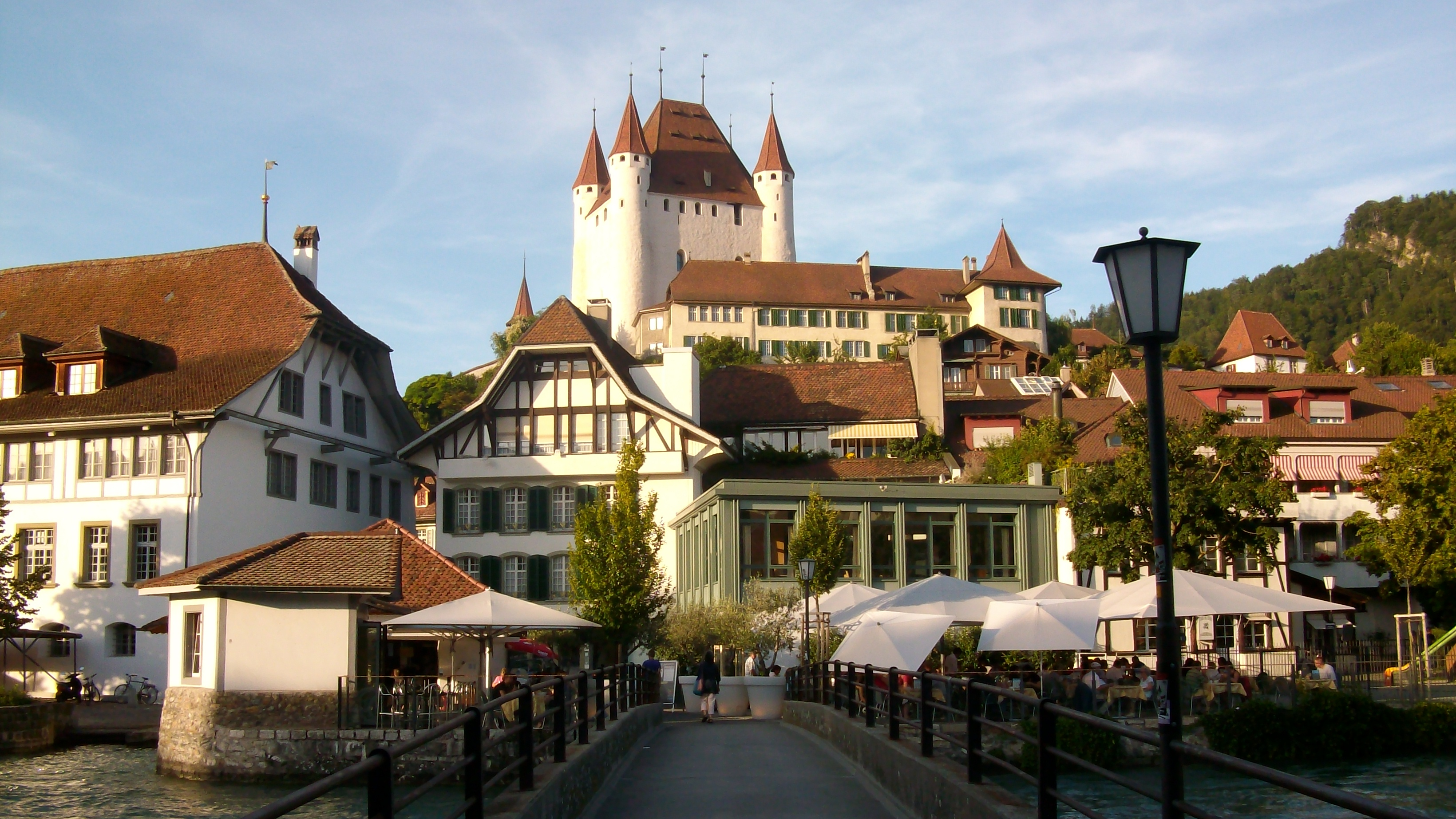
Tune

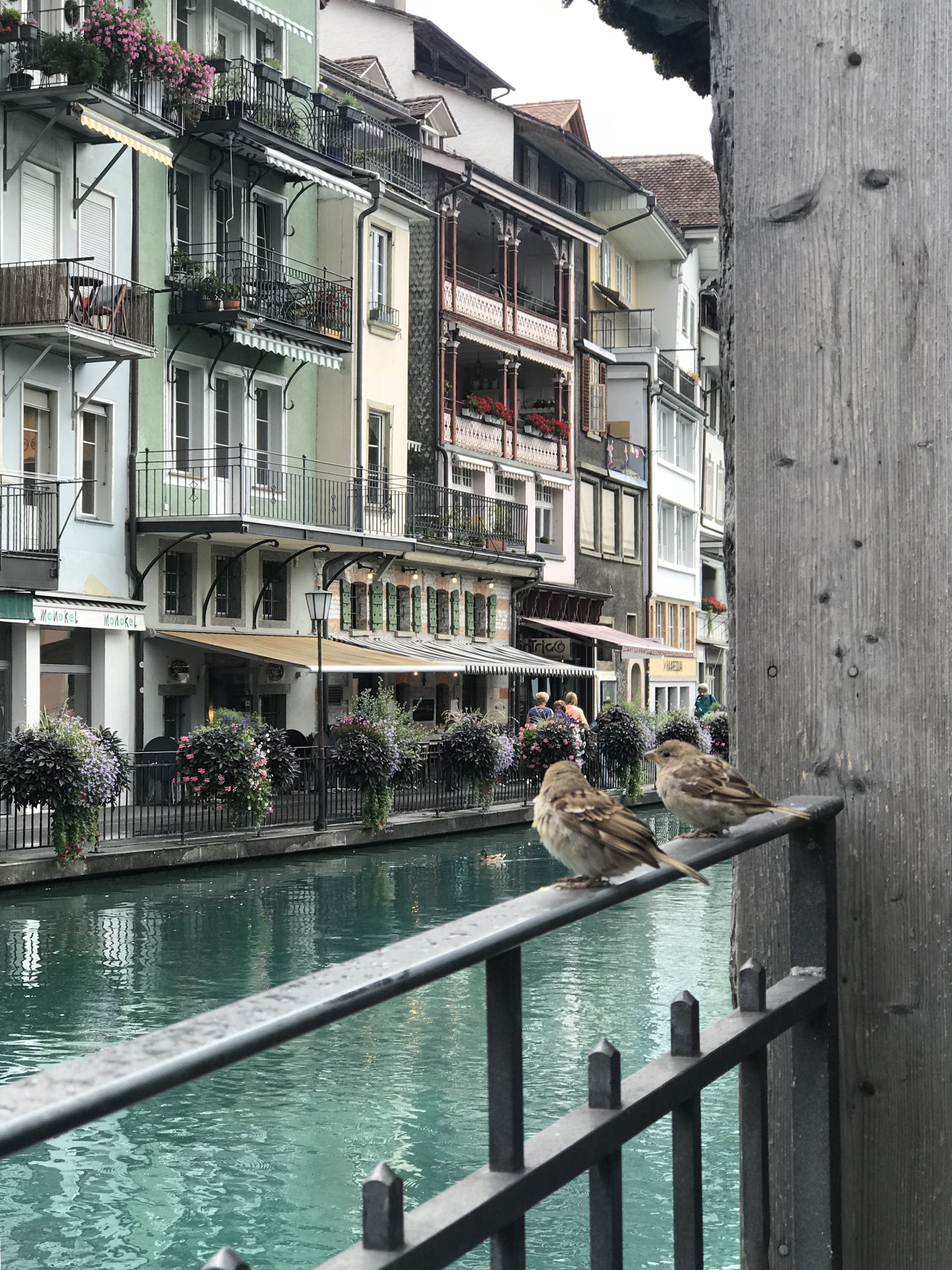
Thun with birds